# Associazione Sportiva Pro Piacenza 1919 2016-2017
Questa voce raccoglie le informazioni riguardanti l'Associazione Sportiva Pro Piacenza 1919 nelle competizioni ufficiali della stagione 2016-2017.

## Divise e sponsor
Lo sponsor tecnico per la stagione 2016-2017 è Mapsport. Lo sponsor ufficiale è BFT Burzoni mentre il co-sponsor (nel retro sotto il numero di maglia e sui pantaloncini) è Tacchini Carburanti. 
| Casa | Trasferta | Terza divisa |

## Organigramma societario
Area amministrativa
- Presidente: Alberto Burzoni
- Vice presidente: Pietro Tacchini
- Consiglieri: Riccardo Francani, Angelo Gardella, Enrico Molinari

Area organizzativa
- Direttore Generale: Angelo Gardella
- Segretario Generale e Delegato alla Sicurezza: Gianni Carlo Sella
- Segretario Sportivo e Team manager: Paolo Porcari
- Vice Delegato Sicurezza: Luigi Bosco
- Supporter Lieson Officer: Pier Paolo Gasparini

Area comunicazione
- Responsabile Amministrativo: Giuseppina Spiaggi
- Addetto Stampa: Matteo Francani

Area tecnica
- Direttore sportivo: Riccardo Francani
- Responsabile Settore Giovanile: Daniele Moretti
- Allenatore: Fulvio Pea
- Allenatore in seconda: Stefano Parmigiani
- Preparatore atletico: Arturo Gerosa
- Preparatore dei portieri: Filippo Buscemi

Area sanitaria
- Responsabile Sanitario: Antonio Fichera
- Medico Sociale: Carlo Segalini
- Ortopedico: Emmanuel O. Del Vecchio
- Fisioterapista: Andrea Cervini

Collaboratori
- Magazzinieri: Piero Guardino, Luigi Bianchi

## Rosa
| N. |                      | Ruolo | Calciatore                |
| -- | -------------------- | ----- | ------------------------- |
| 1  | Italia (bandiera)    | P     | Ermanno Fumagalli         |
| 2  | Italia (bandiera)    | D     | Andrea Calandra           |
| 3  | Senegal (bandiera)   | D     | Ansoumana Sané            |
| 4  | Italia (bandiera)    | D     | Francesco Bini (capitano) |
| 5  | Senegal (bandiera)   | D     | Dembel Sall               |
| 6  | Italia (bandiera)    | D     | Luca Piana                |
| 6  | Italia (bandiera)    | D     | Gianluigi Bianco          |
| 7  | Italia (bandiera)    | C     | Gabriele Cavalli          |
| 7  | Italia (bandiera)    | C     | Gianluca Barba            |
| 8  | Spagna (bandiera)    | C     | Jonathan Aspas            |
| 9  | Italia (bandiera)    | A     | Massimiliano Pesenti      |
| 10 | Argentina (bandiera) | A     | Martín Gonzalo Martínez   |
| 11 | Italia (bandiera)    | D     | Denny Cardin              |
| 12 | Italia (bandiera)    | P     | Riccardo Bertozzi         |
| 13 | Italia (bandiera)    | C     | Michael Girasole          |
| 14 | Ghana (bandiera)     | C     | Gelucson Gomis Kalagna    |

| N. |                   | Ruolo | Calciatore              |
| -- | ----------------- | ----- | ----------------------- |
| 15 | Italia (bandiera) | C     | Mario Pugliese          |
| 16 | Italia (bandiera) | A     | Riccardo Rossini        |
| 17 | Italia (bandiera) | C     | Lorenzo Marchionni      |
| 18 | Italia (bandiera) | A     | Antonio Ferrara         |
| 19 | Italia (bandiera) | A     | Emanuele Marra          |
| 19 | Italia (bandiera) | D     | Pietro Manganelli       |
| 20 | Italia (bandiera) | A     | Fabio Cassani           |
| 21 | Italia (bandiera) | D     | Stefano Negro           |
| 22 | Italia (bandiera) | P     | Alessandro Scarcella    |
| 23 | Italia (bandiera) | A     | Daniele Bazzoffia       |
| 24 | Italia (bandiera) | D     | Carlo Jonathan Lo Nardo |
| 25 | Italia (bandiera) | D     | Mattia Dametti          |
| 27 | Italia (bandiera) | A     | Riccardo Musetti        |
| 29 | Italia (bandiera) | D     | Giuseppe Piccolo        |
| 30 | Italia (bandiera) | A     | Nicola Pozzi            |
| 33 | Italia (bandiera) | D     | Mauro Belotti           |

## Calciomercato

### Sessione estiva(dal 01/07 al 31/08)
| Acquisti | Acquisti             | Acquisti      | Acquisti   |
| R.       | Nome                 | da            | Modalità   |
| -------- | -------------------- | ------------- | ---------- |
| D        | Stefano Negro        | Pro Vercelli  | prestito   |
| D        | Luca Piana           | Sampdoria     | definitivo |
| D        | Giuseppe Piccolo     | Centese       | definitivo |
| D        | Ansoumana Sané       | Chievo        | prestito   |
| C        | Gabriele Cavalli     | Cuneo         | svincolato |
| C        | Michael Girasole     | Südtirol      | svincolato |
| C        | Kalagna Gomis        | Cremonese     | prestito   |
| C        | Lorenzo Marchionni   | Chievo        | definitivo |
| C        | Riccardo Rossini     | Giana Erminio | svincolato |
| A        | Daniele Bazzoffia    |               | svincolato |
| A        | Antonio Ferrara      | Cremonese     | definitivo |
| A        | Emanuele Marra       | Novara        | prestito   |
| A        | Massimiliano Pesenti | AlbinoLeffe   | definitivo |

| Cessioni | Cessioni          | Cessioni          | Cessioni      |
| R.       | Nome              | a                 | Modalità      |
| -------- | ----------------- | ----------------- | ------------- |
| P        | Leonardo Spadi    | Cavenago Fanfulla | prestito      |
| D        | Daniele Rieti     | Lentigione        | definitivo    |
| D        | Luca Ruffini      | Feralpisalò       | definitivo    |
| C        | Gianluca Barba    | Pescara           | fine prestito |
| C        | Enrico Bignotti   | Lentigione        | svincolato    |
| C        | Davide Carrus     |                   | svincolato    |
| C        | Marvin Maietti    |                   | svincolato    |
| C        | Luca Romanini     | Piacenza          | fine prestito |
| C        | Giorgio Schiavini |                   | svincolato    |
| A        | Danilo Alessandro | Benevento         | fine prestito |
| A        | Luca Orlando      |                   | svincolato    |
| A        | Julien Rantier    | Bassano Virtus    | svincolato    |
| A        | David Speziale    | Verona            | fine prestito |

### Operazioni tra le due sessioni
| Acquisti | Acquisti         | Acquisti | Acquisti   |
| R.       | Nome             | da       | Modalità   |
| -------- | ---------------- | -------- | ---------- |
| A        | Riccardo Musetti |          | svincolato |
| A        | Nicola Pozzi     |          | svincolato |

| Cessioni | Cessioni | Cessioni | Cessioni |
| R.       | Nome     | a        | Modalità |
| -------- | -------- | -------- | -------- |

### Sessione invernale(dal 03/01 al 31/01)
| Acquisti | Acquisti          | Acquisti         | Acquisti   |
| R.       | Nome              | da               | Modalità   |
| -------- | ----------------- | ---------------- | ---------- |
| D        | Gianluigi Bianco  |                  | svincolato |
| D        | Mauro Belotti     | Folgore Caratese | definitivo |
| D        | Pietro Manganelli | Teramo           | svincolato |
| C        | Gianluca Barba    | Pescara          | prestito   |

| Cessioni | Cessioni         | Cessioni       | Cessioni      |
| R.       | Nome             | a              | Modalità      |
| -------- | ---------------- | -------------- | ------------- |
| D        | Stefano Negro    | Pro Vercelli   | fine prestito |
| D        | Luca Piana       | Alessandria    | definitivo    |
| D        | Vane Tasevski    | Sassuolo       | definitivo    |
| C        | Gabriele Cavalli | Como           | definitivo    |
| A        | Antonio Ferrara  | Sambenedettese | definitivo    |
| A        | Emanuele Marra   | Novara         | fine prestito |

## Risultati

### Lega Pro

#### Girone di andata
| Arbitro: | Fiorini (Frosinone) |

|  |           |              |
|  | Marcatori | 83’ González |

| Arbitro: | Carella (Bari) |

|            |           |                              |
| Rovini 20’ | Marcatori | 38’ Gomis 43’ (rig.) Pesenti |

| Arbitro: | Amoroso (Paola) |

|                                   |           |                                     |
| Pesenti 20’ (rig.) Marchionni 21’ | Marcatori | 8’ Stanco 15’ Moro 37’ A. Brighenti |

| Arbitro: | Zufferli (Udine) |

|             |           |  |
| Piredda 67’ | Marcatori |  |

| Arbitro: | Meraviglia (Pistoia) |

|             |           |  |
| Florian 10’ | Marcatori |  |

| Arbitro: | Di Gioia (Nola) |

|                    |           |  |
| Cassani 66’ (rig.) | Marcatori |  |

| Arbitro: | Ayroldi (Molfetta) |

|           |           |  |
| Erpen 80’ | Marcatori |  |

| Arbitro: | Santoro (Messina) |

|  |           |                |
|  | Marcatori | 56’ Dell'Amico |

| Arbitro: | De Santis (Lecce) |

|              |           |  |
| Ogunseye 28’ | Marcatori |  |

| Arbitro: | De Angeli (Abbiategrasso) |

|                         |           |          |
| Rossini 39’ Pesenti 53’ | Marcatori | 32’ Diop |

| Piacenza 30 ottobre 2016, ore 18:30 CET 11ª giornata | Pro Piacenza             | 0 – 0 referto | Lucchese | Stadio Leonardo Garilli (465 spett.)\| Arbitro: \| Pashuku (Albano Laziale) \| |
| Arbitro:                                             | Pashuku (Albano Laziale) |               |          |                                                                                |

| Arbitro: | Boggi (Salerno) |

|                  |           |                         |
| Mastropietro 84’ | Marcatori | 11’ (rig.), 90’ Pesenti |

| Arbitro: | Bertani (Pisa) |

|                                              |           |  |
| Pesenti 40’ (rig.) Bazzoffia 59’ Rossini 52’ | Marcatori |  |

| Arbitro: | Zanonato (Vicenza) |

|                                      |           |               |
| A. Marchi 15’ Cellini 21’ Murilo 61’ | Marcatori | 51’ Bazzoffia |

| Arbitro: | Mantelli (Brescia) |

|  |           |                 |
|  | Marcatori | 74’ (aut.) Sall |

| Arbitro: | Capraro (Cassino) |

|                                        |           |                          |
| Di Quinzio 18’ Pessina 23’ Bertani 55’ | Marcatori | 31’ Pesenti 59’ Pugliese |

| Arbitro: | Natilla (Molfetta) |

|             |           |           |
| Musetti 82’ | Marcatori | 30’ Perna |

| Pontedera 11 dicembre 2016, ore 20:30 CET 18ª giornata | Tuttocuoio     | 0 – 0 referto | Pro Piacenza | Stadio Ettore Mannucci (273 spett.)\| Arbitro: \| Miele (Torino) \| |
| Arbitro:                                               | Miele (Torino) |               |              |                                                                     |

| Arbitro: | Provesi (Treviglio) |

|                         |           |            |
| Musetti 19’ Barba 90+3’ | Marcatori | 24’ Bunino |

#### Girone di ritorno
| Arbitro: | Chindemi (Viterbo) |

|                              |           |          |
| Bocalon 16’, 31’ Marconi 65’ | Marcatori | 44’ Sall |

| Arbitro: | Curti (Milano) |

|                    |           |             |
| Pesenti 87’ (rig.) | Marcatori | 70’ Colombo |

| Arbitro: | Bertani (Pisa) |

|               |           |            |
| Scarsella 21’ | Marcatori | 6’ Pesenti |

| Arbitro: | De Remigis (Teramo) |

|                       |           |  |
| Barba 38’ Musetti 78’ | Marcatori |  |

| Arbitro: | Marini (Trieste) |

|             |           |  |
| Pesenti 67’ | Marcatori |  |

| Arbitro: | De Tullio (Bari) |

|             |           |  |
| Kabashi 61’ | Marcatori |  |

| Arbitro: | Amabile (Vicenza) |

|                             |           |                 |
| Pesenti 9’, 83’ Musetti 34’ | Marcatori | 27’ Moscardelli |

| Arbitro: | Gariglio (Pinerolo) |

|  |           |                               |
|  | Marcatori | 14’, 48’ Pugliese 32’ Pesenti |

| Arbitro: | Ranaldi (Tivoli) |

|                 |           |  |
| Musetti 7’, 30’ | Marcatori |  |

| Arbitro: | D'Ascanio (Ancona) |

|  |           |                        |
|  | Marcatori | 89’ Martínez 90’ Pozzi |

| Arbitro: | De Santis (Lecce) |

|              |           |  |
| Fanucchi 24’ | Marcatori |  |

| Piacenza 25 marzo 2017, ore 14:30 CET 31ª giornata | Pro Piacenza            | 0 – 0 referto | Lupa Roma | Stadio Leonardo Garilli (390 spett.)\| Arbitro: \| Luciano (Lamezia Terme) \| |
| Arbitro:                                           | Luciano (Lamezia Terme) |               |           |                                                                               |

| Arbitro: | Di Gioia (Nola) |

|  |           |             |
|  | Marcatori | 90+1’ Pozzi |

| Arbitro: | Mei (Pesaro) |

|  |           |                               |
|  | Marcatori | 6’ Vantaggiato 45+1’ Maritato |

| Arbitro: | Schirru (Nichelino) |

|                                                 |           |  |
| Matteassi 32’ Taugourdeau 48’ Romero 52’, 90+3’ | Marcatori |  |

| Arbitro: | Cipriani (Empoli) |

|          |           |                         |
| Bini 57’ | Marcatori | 30’ Pessina 82’ Le Noci |

| Arbitro: | Capraro (Cassino) |

|           |           |                         |
| Bruno 48’ | Marcatori | 17’ Pesenti 81’ Musetti |

| Arbitro: | De Angeli (Abbiategrasso) |

|                           |           |                |
| Bazzoffia 13’ Rossini 29’ | Marcatori | 16’ Provenzano |

| Arbitro: | Paterna (Teramo) |

|                             |           |  |
| Bunino 75’, 89’ Marotta 84’ | Marcatori |  |

### Coppa Italia Lega Pro

#### Fase a gironi
| Squadra      | P.ti | G | V | N | P | GF | GS | DR |
| ------------ | ---- | - | - | - | - | -- | -- | -- |
| Pro Piacenza | 4    | 2 | 1 | 1 | 0 | 2  | 1  | +1 |
| Parma        | 3    | 2 | 1 | 0 | 1 | 3  | 3  | 0  |
| Piacenza     | 1    | 2 | 0 | 1 | 1 | 1  | 2  | -1 |

| Piacenza 13 agosto 2016, ore 18:00 CEST 2ª giornata | Piacenza       | 0 – 0 referto | Pro Piacenza | Leonardo Garilli\| Arbitro: \| Cudini (Fermo) \| |
| Arbitro:                                            | Cudini (Fermo) |               |              |                                                  |

| Arbitro: | Vigile (Cosenza) |

|                          |           |                   |
| Pesenti] 26’ Piana 90+2’ | Marcatori | 28’ (rig.) Calaiò |

#### Fase a eliminazione diretta
| Arbitro: | Tursi (Valdarno) |

|          |           |                                            |
| Bini 81’ | Marcatori | 3’ Sosio 22’, 63’ Bruno 75’ (rig.) Ferrari |

## Statistiche

### Statistiche di squadra
| Competizione          | Punti | In casa | In casa | In casa | In casa | In casa | In casa | In trasferta | In trasferta | In trasferta | In trasferta | In trasferta | In trasferta | Totale | Totale | Totale | Totale | Totale | Totale | DR |
| Competizione          | Punti | G       | V       | N       | P       | Gf      | Gs      | G            | V            | N            | P            | Gf           | Gs           | G      | V      | N      | P      | Gf     | Gs     | DR |
| --------------------- | ----- | ------- | ------- | ------- | ------- | ------- | ------- | ------------ | ------------ | ------------ | ------------ | ------------ | ------------ | ------ | ------ | ------ | ------ | ------ | ------ | -- |
| Lega Pro              | 51    | 19      | 9       | 4       | 6       | 23      | 16      | 19           | 6            | 2            | 11           | 17           | 26           | 38     | 15     | 6      | 17     | 40     | 42     | -2 |
| Coppa Italia Lega Pro | -     | 2       | 1       | -       | 1       | 3       | 5       | 1            | -            | 1            | -            | 0            | 0            | 3      | 1      | 1      | 1      | 3      | 5      | -2 |
| Totale                | -     | 21      | 10      | 4       | 7       | 26      | 21      | 20           | 6            | 3            | 11           | 17           | 26           | 41     | 16     | 7      | 18     | 43     | 47     | -4 |

### Andamento in campionato
| Giornata  | 1  | 2 | 3  | 4  | 5  | 6  | 7  | 8  | 9  | 10 | 11 | 12 | 13 | 14 | 15 | 16 | 17 | 18 | 19 | 20 | 21 | 22 | 23 | 24 | 25 | 26 | 27 | 28 | 29 | 30 | 31 | 32 | 33 | 34 | 35 | 36 | 37 | 38 |
| --------- | -- | - | -- | -- | -- | -- | -- | -- | -- | -- | -- | -- | -- | -- | -- | -- | -- | -- | -- | -- | -- | -- | -- | -- | -- | -- | -- | -- | -- | -- | -- | -- | -- | -- | -- | -- | -- | -- |
| Luogo     | C  | T | C  | T  | T  | C  | T  | C  | T  | C  | C  | T  | C  | T  | C  | T  | C  | T  | C  | T  | C  | T  | C  | C  | T  | C  | T  | C  | T  | T  | C  | T  | C  | T  | C  | T  | C  | T  |
| Risultato | P  | V | P  | P  | P  | V  | P  | P  | P  | V  | N  | V  | V  | P  | P  | P  | N  | N  | V  | P  | N  | N  | V  | V  | P  | V  | V  | V  | V  | P  | N  | V  | P  | P  | P  | V  | V  | P  |
| Posizione | 19 | 8 | 11 | 15 | 18 | 15 | 17 | 17 | 17 | 15 | 15 | 15 | 14 | 14 | 14 | 16 | 16 | 15 | 14 | 17 | 17 | 16 | 14 | 12 | 14 | 12 | 11 | 10 | 9  | 9  | 10 | 10 | 10 | 11 | 11 | 11 | 10 | 11 |

Legenda:

Luogo: C = Casa; T = Trasferta. Risultato: V = Vittoria; N = Pareggio; P = Sconfitta.